# Loi pour l'égalité réelle entre les femmes et les hommes
Lire en ligne

Lire sur Légifrance

La loi no 2014-873 du 4 août 2014 pour l'égalité réelle entre les femmes et les hommes est une loi française qui vise à combattre les inégalités entre les femmes et les hommes. Elle a été adoptée par le Parlement le 23 juillet 2014 et promulguée le 4 août 2014.

## Présentation
Selon Najat Vallaud-Belkacem, le projet de loi est « le premier texte de loi à aborder l'égalité entre les femmes et les hommes dans toutes ses dimensions » : égalité professionnelle, lutte contre la précarité, protection contre les violences, image des femmes dans les médias, parité en politique et dans le milieu social et professionnel. Pour la ministre, il s'agit de « mobiliser les institutions et la société tout entière » en faveur de l'égalité femmes-hommes.

## Principales dispositions

### Libre choix d'activité
Le projet de loi vise à augmenter le niveau d'emploi des femmes et à favoriser l'égal partage des tâches parentales par les parents. Il réforme ainsi le congé parental en réservant une période de congé pour le second parent : la durée du congé parental pourra être allongée de six mois s'ils sont pris par le second parent. À la suite de décrets publiés au Journal Officiel en décembre 2014, la durée du congé parental est bien de six mois s’il est pris par le second parent pour le premier enfant et passe à trois ans pour le deuxième enfant avec tout au plus 2 ans de congé parental pour le premier parent. Il n’est désormais plus possible qu’un parent prenne le congé parental en totalité. La prestation partagée entre les parents (désignée par l'acronyme PreParE) remplace depuis le 1er janvier 2015 le complément de libre choix d’activité. Parallèlement, la loi établit des dispositifs pour faciliter les modes de gardes des enfants avec l’expérimentation du tiers payant pour l’assistant maternel qui permet aux familles modestes de recourir à un mode d’accueil individuel.

### Entreprises et égalité professionnelle
Les entreprises de plus de 50 salariés qui ne respectent pas les dispositions légales sur l'égalité salariale entre les femmes et les hommes pourraient se voir interdire l'accès aux marchés publics. D'une part, les entreprises qui ne respectent pas les dispositions légales en matière d'égalité professionnelle ou pour être condamnées pour discrimination se voient bien interdire l'accès aux marchés publics depuis le 1er décembre 2014.
D'autre part, 40 % de femmes devront composer les conseils d’administration des grandes entreprises. Cette obligation devra être atteinte en 2020 pour les entreprises de 250 à 499 salariés et ayant plus de 50 M€ de chiffre d’affaires.
Un palmarès soulignant la féminisation des instances dirigeantes des grandes entreprises est d'ailleurs publié depuis 2015. Selon Pascale Boistard, "La France est au premier rang européen en matière de féminisation des instances dirigeantes des entreprises, les inégalités de salaires diminuent deux fois plus vite en France que dans le reste de l’Europe, nous devons continuer à agir et à mobiliser toute la société".

### Pensions alimentaires
Le projet de loi entend créer une garantie contre les pensions alimentaires non payées. Ce dispositif sera expérimenté par la Caisse d'allocations familiales dans une dizaine de départements. Est expérimenté à présent la garantie publique contre les impayés de pension alimentaire depuis le 1er octobre 2014 dans une vingtaine de départements (Ain, Aube, Charente, Corrèze, Côtes-d’Armor, Finistère, Haute-Garonne, Hérault, Indre-et-Loire, Loire-Atlantique, Haute-Marne, Meurthe-et-Moselle, Morbihan, Nord, Rhône, Saône-et-Loire, Paris, Seine-et-Marne, Territoire de Belfort, Réunion). Cette préfiguration se fera pendant 18 mois avant une généralisation attendue en 2016.
Par ailleurs, pour garantir le versement de pensions aux mères isolées en situation précaire, les juges pourront à présent contraindre à le faire par virement bancaire pour éviter retards et oublis. De plus, au cas où le premier mois de pension alimentaire serait impayé, la CAF versera une prestation de substitution.

### Lutte contre les violences
Le projet de loi prévoit notamment :
- le renforcement de l’ordonnance de protection des femmes victimes de violences conjugales, en portant sa durée maximale de 4 à 6 mois,
- le retrait total ou partiel de l'autorité parentale en cas de violence sur la conjointe, afin de mieux protéger les enfants,
- la généralisation du téléphone grave danger pour protéger les victimes de violences conjugales et prévenir les risques de récidive (Après une expérimentation dans 13 départements, elle est effective le 17 juin 2015),
- la favorisation du maintien de la victime dans le logement conjugal. Pour ce faire, l'éviction du conjoint violent est devenue la règle. De plus, les auteurs de violences conjugales peuvent désormais être contraints de suivre des stages de responsabilisation (comme celui proposé par le Home des Rosati),
- la sanction du cyberharcèlement émanant du conjoint violent.

### Avortement
L'idée d'une « situation de détresse », présente dans la loi Veil de 1975, afin de recourir à une interruption volontaire de grossesse (IVG), est supprimée. Cette disposition est l'objet d'une saisine du Conseil constitutionnel par les sénateurs de l'UMP.

### Image des femmes
Le projet de loi renforce l'autorité du Conseil supérieur de l'audiovisuel (CSA) dans le domaine du respect des droits des femmes dans les médias : il sera ainsi chargé de surveiller la lutte contre la diffusion de stéréotypes sexistes ou d'images dégradantes.
Un amendement adopté par la Sénat prévoit l’interdiction de concours de beauté pour les enfants de moins de 16 ans ; dans le texte final, cette interdiction est finalement abaissée à 13 ans et prévoit une amende en cas d'infraction.

### Parité en politique
Le projet de loi veut renforcer les pénalités financières pour les partis politiques qui ne respectent pas la parité et étend l'obligation de parité aux fédérations sportives, aux établissements publics à caractère industriel et commercial, aux chambres de commerce et d'industrie et aux chambres d'agriculture. Les pénalités financières pour les partis politiques qui ne respectent pas les lois sur la parité aux élections législatives seront doublées à compter de 2017.

### Présence des femmes dans les institutions
Le projet de loi invite l'Institut de France et ses académies à intégrer plus de femmes parmi ses membres. L’obligation de compter 40 % de femmes aux nominations aux postes de cadres dirigeants de l’État s’appliquera dès 2017.

## Parcours législatif
Présenté en conseil des ministres par Najat Vallaud-Belkacem, alors ministre chargé des Droits des femmes, en juillet 2013, le texte est d'abord déposé au Sénat le 3 juillet 2013, où il est adopté en première lecture le 17 septembre 2013, puis il est amendé par l'Assemblée nationale le 28 janvier 2014. Cette version modifiée est ensuite amendée une nouvelle fois par le Sénat, qui l'adopte ainsi le 17 avril 2014, version qui est encore modifiée, en deuxième lecture, par l'Assemblée nationale, le 26 juin 2014. Ces désaccords entre les deux chambres conduisent à la constitution d'une commission mixte paritaire, qui produit le texte tel qu'il a été finalement adopté par les deux chambres le 23 juillet 2014. Le Conseil constitutionnel est ensuite saisi du projet par 60 sénateurs, qui s'opposent notamment à la suppression de la notion de « détresse » concernant le recours à l'avortement. La loi est cependant jugée constitutionnelle sur ce point par le Conseil constitutionnel et elle est promulguée le 4 août 2014.

### Antécédent législatif
- 4 juin 1970 : La loi relative à l’autorité parentale conjointe modifie le code civil et substitue l’autorité parentale conjointe à la "puissance paternelle" (les deux époux assurent ensemble la direction morale et matérielle de la famille).
- 22 décembre 1972 : Une loi pose le principe de l’égalité de rémunération entre les hommes et les femmes.
- Avril 1982 : Projet de loi relatif au statut général des fonctionnaires reconnaissant le principe d’égalité d’accès aux emplois publics : adopté le 8 par l’Assemblée nationale et le 29 définitivement par le Sénat en deuxième lecture.
- 13 juillet 1983 : La loi Roudy établit l’égalité professionnelle entre les femmes et les hommes.
- 23 décembre 1985 : Loi no 85-1372 du 23 décembre 1985 relative à l’égalité des époux dans les régimes matrimoniaux et des parents dans la gestion des biens des enfants mineurs.
- 27 septembre 1995 : Présentation en Conseil des ministres d’un projet de décret portant création de l’Observatoire de la parité entre les femmes et les hommes.
- 14 janvier 1997 : L’AFP publie des extraits du rapport au Premier ministre de Gisèle Halimi, avocate, sur les inégalités hommes-femmes dans le domaine social, économique et politique. Le rapport dénonce le dysfonctionnement démocratique que constitue la quasi-absence des femmes dans la représentation politique, et propose notamment pour y remédier la modification de la Constitution, la possibilité d’attribuer une prime financière aux partis plus égalitaires et le retour au scrutin proportionnel.
- 17 juin 1998 : Présentation en Conseil des ministres d’un projet de loi constitutionnelle relatif à l’égalité entre les femmes et les hommes, permettant au législateur de prendre des mesures favorisant un égal accès des femmes et des hommes aux mandats et fonctions politiques.
- 8 juillet 1999 : Promulgation de la loi constitutionnelle n° 99-569 relative à l’égalité entre les femmes et les hommes (JO n° 157 du 9).
- 12 juillet 1999 : Promulgation de la loi n° 99-585 tendant à la création de délégations parlementaires aux droits des femmes et à l’égalité des chances entre les hommes et les femmes (JO n° 160 du 13).
- 8 décembre 1999 : Présentation, en Conseil des ministres, d’un projet de loi tendant à favoriser l’égal accès des femmes et des hommes aux mandats électoraux et aux fonctions électives et d’un projet de loi organique tendant à favoriser l’égal accès des femmes et des hommes aux mandats de membre des assemblées de province et du congrès de Nouvelle-Calédonie, de l’assemblée de Polynésie française et de l’assemblée territoriale des îles Wallis-et-Futuna.
- 6 juin 2000 : Promulgation de la loi n° 2000-493 tendant à favoriser l’égal accès des femmes et des hommes aux mandats électoraux et fonctions électives (JO n° 131 du 7).
- 22-28 novembre 2000 : Le 22, dans le cadre de la proposition de loi relative à l’égalité professionnelle entre les femmes et les hommes, la commission des Affaires sociales de l’Assemblée nationale adopte un amendement gouvernemental visant à lever l’interdiction du travail de nuit des femmes ; le PCF s’y oppose et dépose un amendement interdisant le travail de nuit, sauf dérogations. Le 28, l’Assemblée adopte l’amendement gouvernemental et rejette celui du PCF.
- 9 mai 2001 : Promulgation de la loi n° 2001-397 relative à l’égalité professionnelle entre les femmes et les hommes.
- 4 mars 2002 : La loi n° 2002-304 relative au nom de famille vise à renforcer l’égalité entre les père et mère en substituant la notion de nom de famille à celle de nom patronymique. La loi offre aux parents la possibilité de transmettre à leur enfant soit le nom du père, soit le nom de la mère, soit les deux noms accolés dans l’ordre choisi par eux.
- 11 avril 2003 : Promulgation de la loi n° 2003-327 relative à l’élection des conseillers régionaux et des représentants au Parlement européen. Elle instaure la règle de l’alternance des candidats de chaque sexe sur les listes présentées aux électeurs.
- 15 juillet 2004: Présentation en Conseil des ministres d’un projet de loi portant création de la Haute Autorité de lutte contre les discriminations et pour l’égalité ; composée de 11 membres, elle aura compétence pour connaître de toutes les formes de discrimination prohibées par la loi (racisme, intolérance religieuse, sexisme, homophobie ou discrimination en raison d’un handicap).
- 24 mars 2005: Présentation en Conseil des ministres d’un projet de loi relatif à l’égalité salariale entre les femmes et les hommes : suppression des écarts de rémunération entre femmes et hommes dans un délai de 5 ans en recourant à la négociation dans les branches professionnelles et dans les entreprises à partir d’un diagnostic établi sur la base d’indicateurs précis ; renforcement des droits des femmes en congé de maternité, notamment en matière de salaires, de congés et de protection contre les discriminations ; représentation plus équilibrée des femmes et des hommes dans les conseils d’administration des entreprises publiques ; amélioration de l’accès des jeunes filles et des femmes à l’apprentissage et à l’offre de formation professionnelle initiale et continue.
- 23 mars 2006 : Promulgation de la loi no 2006-340 relative à l’égalité salariale entre les femmes et les hommes.
- 28 novembre 2006 : Présentation, en Conseil des ministres, d’un projet de loi tendant à promouvoir l’égal accès des femmes et des hommes aux mandats électoraux et fonctions électives: instauration d’une obligation de parité entre hommes et femmes dans les exécutifs des communes de 3 500 habitants et plus, ainsi que dans les exécutifs régionaux; création de suppléants pour les conseillers généraux, le titulaire et le suppléant devant être de sexe différent; diminution de l’aide publique aux partis en cas de non-respect de la parité dans les candidatures aux élections législatives.
- 31 juillet 2007 : Promulgation de la loi no 2007-128 tendant à promouvoir l’égal accès des femmes et des hommes aux mandats électoraux et aux fonctions électives.
- 26 février 2008 : Promulgation de la loi no 2008-175 facilitant l’égal accès des femmes et des hommes au mandat de conseiller général (JO no 49 du 27). 20 janvier 2010 Adoption en première lecture par l’Assemblée nationale d’une proposition de loi relative à la représentation équilibrée des femmes et des hommes au sein des conseils d’administration et de surveillance.
- 9 novembre 2010 : Promulgation de la loi portant réforme des retraites. Un nouvel article inséré dans le Code du travail fait obligation aux entreprises de plus de 50 salariés de signer, à partir du 1er janvier 2012, un accord ou à défaut un plan d’action en faveur de l’égalité professionnelle. Le non-respect de cette obligation peut entraîner une sanction financière pouvant aller jusqu’à 1 % de la masse salariale de l’entreprise.
- 6 août 2012 : Promulgation de la loi sur le harcèlement sexuel (JO du 7). Le texte donne une nouvelle définition du harcèlement sexuel, établit des circonstances aggravantes et détermine les sanctions qui y sont associées. La loi a été votée en procédure d’urgence à la suite du vide juridique provoqué par une décision du Conseil constitutionnel qui avait annulé l’article du code pénal sur le harcèlement sexuel. Le Conseil avait jugé que l’article était contraire au principe constitutionnel de l’égalité des délits et des peines, dans le cadre d’une question prioritaire de constitutionnalité.
- 18 décembre 2012 : Publication du décret relatif à la mise en œuvre des obligations des entreprises pour l’égalité professionnelle entre les femmes et les hommes. Il renforce le dispositif de pénalité pesant sur les entreprises ne respectant pas leurs obligations en matière d’égalité professionnelle.
- Mai 2013 : L'Acte III de la décentralisation modifie le mode d'élection des Conseils départementaux (anciennement Conseils généraux). Le scrutin devient binominal et paritaire : les candidatures sont présentées sous la forme d'un binôme composé d'une femme et d'un homme avec leurs suppléants (une femme et un homme également).
- 19 juin 2013 : L’accord national interprofessionnel "Vers une politique d’amélioration de la qualité de vie au travail et de l’égalité professionnelle" mentionne notamment l’intégration de l’égalité professionnelle dans la démarche qualité de vie au travail.

#### Rapports
- Bilan des mesures adoptées
- Combattre les violences faites aux femmes
- Bilan de l’application des dispositifs promouvant l’égalité professionnelle entre femmes et hommes
- Femmes éloignées du marché du travail
- Kit pour agir contre le sexisme
- Le sexisme dans le monde du travail
- Écarts de rémunération entre femmes et hommes